# Hipposideros dinops
Hipposideros dinops је сисар из реда слепих мишева и фамилије Hipposideridae.

## Угроженост
Подаци о распрострањености ове врсте су недовољни.

## Распрострањење
Врста је присутна у Соломоновим острвима и Папуи Новој Гвинеји.

## Станиште
Станиште врсте су шуме. 
Врста је присутна на подручју острва Нова Гвинеја.